# 妹天堂！
《妹天堂！》是MOONSTONE公司的旗下品牌MOONSTONE Cherry發售的戀愛冒險類型成人遊戲，其在2011年1月28日發售PC正式版的遊戲光碟。7月19日由M-Trix發售Android版。9月29日由電腦CLUB發售DVDPG版。2013年3月29日發售H動畫增量版。MangaGamer在2014年8月22日發售英語版。2013年5月31日由電腦CLUB（電脳CLUB）發售續作《妹天堂！2》（妹ぱらだいす！2 ～お兄ちゃんと5人の妹のも～っと！エッチしまくりな毎日～）。除了遊戲外也陸續發售OVA、漫畫、小說等改編作品。

## 遊戲系統
《妹天堂！》是一款以近親性行為為其主題的戀愛冒險成人遊戲，玩家所扮演的是本作男主角七瀬總一郎，他是本作五名女主角的哥哥。在《妹天堂！2》中玩家所扮演的是七瀬總一郎的兒子七瀨惠一，跟前作一樣是五名女主角的哥哥。基本上玩家在遊玩的時候都需閱覽屏幕上所顯示的文本，用以了解故事情節和人物之間的對話。該些文字會與人物拼合圖和背景一同出现，用以表示總一郎在跟誰對話。玩家會在故事中遇見代替背景和人物拼合圖的CG。玩家在某些預設的段落中須選擇行為選項，情節會依據選項來發展。每名女主角都有一條跟她對應的路線。玩家必須反覆載入選項頁面並選擇不同的選項，才能夠觀覽存於不同路線的劇情。
遊戲中也穿插著不同的背景音樂，一款背景音樂會依著劇情變化而切換至另一款。除了男主角總一郎及其父以外，所有角色皆有配音員為其配音。
玩家在某些預設的段落中須選擇行為選項，對話框的下一段文本在做出選擇前並不能夠顯示。一些選項可能會令遊戲提早結束，另一些則會改變結局。遊戲當中存有男主角和特定女主角發生性行為的情節。

## 故事
在學校放暑假的時候，父母因為工作而出國不在家。作為哥哥的七瀬總一郎因為和原本喜歡哥哥的妹妹們接連不斷的意外和積極追求而苦惱。

## 角色
七瀬總一郎
本作男主角。七瀬家的長子。
七瀬綾
身高：156cm　三圍：B86（C）/W56/H85
性格開朗的妹妹。擅長做家事，父母不在家時家事都是由她負責處理。她對其哥哥總一郎有著愛慕之心，並想成為他的戀人，這使得她對性很感興趣。
七瀬理央（配音：小倉結衣）
身高：158cm　三圍：B90（E）/W59/H88
有著喜歡哥哥卻又不想坦白的傲嬌妹妹。監督其他妹妹的學習情況。不擅長應對任何有關性的事物。當其他妹妹談一些下流的事時，她更會滿臉通紅。
七瀬日和（配音：吉田美海））
身高：147cm　三圍：B76（A）/W52/H80
個性膽小的妹妹，小春的雙胞胎妹妹。她很容易心慌且總是表現出擔憂。她也很容易在平地上摔倒。日和幼時經常受到哥哥的幫助，所以即使日後遇上小事也會選擇依賴別人——她非常依賴她的哥哥，甚至會相信他的每一句話（包括謊言）。她在性上完全沒有經驗，但對此卻感到好奇。
七瀬小春
身高：147cm　三圍：B77（A）/W51/H80
個性活潑開朗的妹妹，日和的雙胞胎姊姊。她心直口快，說話不轉彎抹角。且對性持開放態度，能坦然面對及接受黃色笑話。在父母不在家時，她大膽地誘惑她的哥哥跟其發生性關係。她擅長運動，且為網球部和游泳部的成員，所以經常吃很多食物，不過怎麼吃也好其胸部也沒有因此變大。
（配音：中家志穗）
身高：153cm　三圍：B82（B）/W56/H86
常常面無表情的妹妹。平常喜歡獨自在藏有大量書本的房間讀書。她走到哪都會有一書在手。她相信在一本書中讀到的資訊：「為了使你愛的人愛上你，最好的辦法就是調教他」，且從書中學會了好幾種性技巧。她想把哥哥變成自己的東西。

## 工作人員
- 企劃/原畫/執行製作人：伊東ライフ[16]
- 劇本：屑美たけゆき、水瀬拓未、若瀬諒、呉（監修）
- CG：rastel、ひなたなお、えんどり、エーキチ
- 設計：GETUMENサーキット
- 背景美術：てつや
- 動畫：rastel、えんどり、softhouse-seal GRANDEE
- 音樂：岸本まり、青島修造
- 影片：菱野優希
- 系統監修：薫
- 製作人：恋純ほたる

## 主題歌
OP「妹ぱらだいす!」
作詞/歌：みるく　作曲/編曲：青島修造
ED「Lovely Candy」
作詞/歌：ながさきの　作曲：fine chemical

## OVA
OVA版是由MediaBank在2011年12月9日和2012年4月20日分別發售第1集和第2集的成人動畫。2015年7月31日發售完全版。

## 相關商品
漫畫
- 妹ぱらだいす! 〜お兄ちゃんと5人の妹のエッチしまくりな毎日〜

由itotin作畫在月刊ポプリクラブ2011年3〜5月號連載。
小說
- 妹ぱらだいす! 〜お兄ちゃんと5人の妹のエッチしまくりな毎日〜

作者：黒瀧糸由　插畫：伊東ライフ　出版社：PARADIGM　發售日：2011年4月28日　ISBN 978-4894909991
CD
- 妹ぱらだいす! おやすみ前に妹にヌいてもらうCD 小春編、日和編、みちか編

發行：MOONSTONE　發售日：2011年6月24日
書籍
- 妹ぱらだいす! 〜お兄ちゃんと5人の妹のエッチしまくりな毎日〜 公式ビジュアルファンブック

出版社：キャラアニ　發售日：2011年4月26日　ISBN 978-4048953047

## 評價
《妹天堂！》在萌系遊戲大賞2011中獲得エロス系作品賞PINK銀賞。另外在Getchu.com的美少女遊戲大賞2011中獲得エロ部門第6名。

## 外部連結
- 官方網站（页面存档备份，存于）（日語）